# Земская почта Кобелякского уезда
Зе́мская по́чта Кобеля́кского уе́зда — земская почта, организованная земской управой Кобелякского уезда Полтавской губернии. Земская почта Кобелякского уезда существовала с 22 марта 1903 года. В уезде выпускались собственные земские почтовые марки.

## История почты
Кобелякская уездная земская почта была открыта 22 марта 1903 года. Пересылка почтовых отправлений осуществлялась из уездного центра (города Кобеляки) с ямщиками земских почтовых станций. Оплата доставки частных почтовых отправлений производилась земскими почтовыми марками.

## Выпуски марок
Первые кобелякские земские почтовые марки были выпущены в 1903 году. Печать марок производилась в частных типографиях и в типографии Полтавского губернского правления. Рисунок всех марок включает изображение губернского и уездного гербов.

## Гашение марок
Гашение марок осуществлялось овальными и круглыми штемпелями.